# Anton Dukač
Anton Dukač (in ucraino Дукач Антон Олегович?; Leopoli, 30 luglio 1995) è uno slittinista ucraino.

## Biografia
Ha studiato sicurezza informatica al Politecnico di Leopoli.
Ha fatto parte della spedizione ucraina ai Giochi olimpici giovanili di Innsbruck 2012, dove si è piazzato 4° nel singolo maschile, perdendo il bronzo per 0,022 secondi dal tedesco Toni Gräfe. Nella staffetta mista, insieme a Stec'kiv, Bur'ij e Lehedza, si è classificato 7º. Nell'occasione ha sfilato come alfiere ucraino alla cerimonia d'apertura.
Ha debuttato in Coppa del Mondo nel 2012-2013. Ha ottenuto il suo miglior piazzamento in nella competizione nel febbraio 2022, grazie il 15º posto a Sigulda, in Lettonia.
Ha partecipato a diversi mondiali ed il suo miglior risultato personale è stato il 20º posto nel 2021.
Il 27 dicembre 2017, si è qualificato ai Giochi olimpici invernali di Pyeongchang 2018, edizione in cui si classificato 23º nel singolo e 13º nella gara a squadre, insieme a Olena Šchumova, Oleksandr Obolončyk e Roman Zacharkiv.
Ha rappresentato l'Ucraina ai Giochi olimpici invernali di Pechino 2022, gareggiando sul tracciato del National Sliding Centre, completando la prova del singolo al 22º posto e all'11º nella gara a squadre, con Julianna Tunyc'ka, Ihor Stachiv e Andrij Lysec'kyj.